# Bistum Haimen
Das Bistum Haimen (lat.: Dioecesis Haemenensis) ist ein römisch-katholisches Bistum mit Sitz in Haimen in der Volksrepublik China.

## Geschichte
Papst Pius XI. gründete mit der Bulle Ut aucto das Apostolische Vikariat Haimen am 11. August 1926 aus Gebietsabtretungen des Apostolischen Vikariats Nanjing. Der erste Bischof des Bistums war unter den ersten sechs chinesischen Bischöfen, die von Papst Pius XI. im Jahr 1926 in Rom zum Priester geweiht wurden.
Mit der Apostolischen Konstitution Quotidie Nos wurde es am 11. April 1946 zum Bistum erhoben.
Am 21. April 2010 wurde ein neuer Bischof, Joseph Shen Bin, ein Vertreter der Chinesischen Katholisch-Patriotischen Vereinigung geweiht, der aber durch den Heiligen Stuhl anerkannt wurde. Zuvor waren 2006 der nicht von Rom anerkannte Bischof Matthew Yu Chengcai und im März 2007 der ab 1989 ohne staatliche Anerkennung amtierende Bischof Marc Yuan Wen Zai gestorben.

## Ordinarien

### Apostolischer Vikar von Haimen
- Simone Chu Kai-min SJ (2. August 1926 – 11. April 1946)

### Bischöfe von Haimen
- Simone Chu Kai-min SJ (11. April 1946 – 22. Februar 1960)
- Gegenbischof Matthew Yu Chengcai (1959 – 2006)
- Marc Yuan Wen Zai (1989–2007)
- Joseph Shen Bin (2010–2023, dann Bischof von Shanghai)
  - Sedisvakanz seit 4. April 2023